# Bataille d'Ekiokpagha
La bataille d'Ekiokpagha est un conflit militaire qui se déroule en 1255 dans les plaines d'Ogboka, près d'Edo (actuel Benin City), entre Ewedo et Ogiamien III, chef d'une famille royale de l'empire du Bénin. La bataille découle d'une lutte de pouvoir entre les deux partis, qui ont des revendications différentes sur le trône et le territoire du Bénin. Oba Ewedo sort victorieux et établit son palais sur le site de la bataille. Ewedo reconnait Ogiamien III comme chef sous la royauté d'Ewedo. La bataille et ses conséquences sont reconstituées dans les rituels de couronnement des Obas du Bénin ultérieurs, comme symbole de l'inimitié historique et traditionnelle entre les oba et la famille Ogiamien.

## Contexte
Les racines du conflit entre Ewedo et Ogiamien III remontent à l'établissement de la dynastie du Bénin auXIIe siècle par le prince Oranmiyan, arrivé d'Ife . Le mécontentement des anciens béninois à l'égard du règne du dernier Ogiso, Owodo, les amène à inviter Oranmiyan à les gouverner. Ayant épousé la princesse Erimwinde, fille d'Owodo, à Egor, le couple a un fils, Eweka. Confiant son fils au chef Evian, l'Odionwere (chef des anciens) du Bénin, Oranmiyan quitte le Bénin face à  l'hostilité de la population.
Eweka, élevé par Evian, devient le premier oba du Bénin, et fait en sorte d'étendre son influence et son autorité. Il se heurte cependant à la résistance des chefs autochtones, notamment Ogiamien III, qui contestent la légitimité d'Eweka pour succéder à la dynastie Ogiso. Ogiamien III, qui prétend descendre du premier Ogiso, Igodo, commande un territoire important et possède une grande armée. Refusant de rendre hommage ou de reconnaître l'autorité d'Eweka, Ogiamien III s'oppose au nouvel oba.
Malgré les tentatives d'Eweka et de ses successeurs pour réprimer Ogiamien et ses partisans, le succès est resté insaisissable pendant plusieurs générations. Le conflit persiste jusqu'au règne d'Oba Ewedo, qui accède au trône en 1255. Ewedo souhaite affirmer son autorité sur le Bénin et élabore un plan afin de mettre fin à la dynastie Ogiamien. Ce plan vise à attirer Ogiamien III dans un piège soigneusement tendu, aboutissant à une bataille décisive pour assurer l'autorité d'Ewedo.

## Bataille
Ewedo engage des démarches diplomatiques secrètes et obtient l'allégeance d'Ubi contre une récompense substantielle s'il l'aide à entrer dans la ville pour établir son règne. Conscient de la résistance du peuple d'Edo au rétablissement de la monarchie, Ubi suggère une approche discrète pour atteindre son objectif.
La stratégie élaborée exige qu'Ewedo annonce symboliquement son intention d'entrer dans la ville en se parant d'un coq recouvert de tissu blanc. À son arrivée, Ubi lui refuserait théâtralement l'entrée, confisquerait le coq et déclarerait la guerre au bout d'une semaine . Cet acte devait être suivi de l'offre d'Ewedo de divers hommages à Ubi, le convainquant d'accorder le passage et le contrôle de la ville le septième jour.
Comme prévu, Ewedo exécute le projet. Le coq, représentant une entité sacrificielle, est pris par Ubi, qui feint de s'échapper, provoquant une poursuite par les hommes d'Ewedo.
Sept jours plus tard, les forces adverses se rassemblent à Ekiokpagha pour une rencontre décisive. Cependant, avant d'atteindre le champ de bataille, les forces d'Ewedo rencontrent et éliminent de manière inattendue Oliha, un chef de haut rang d'Ogiamien, ce qui conduit à la création de l'expression proverbiale indiquant la victoire prématurée sur les forces d'Ogiamien.
Le récit, peut-être le produit d’une réinterprétation historique, suggère un niveau de collusion et de bonne volonté entre les deux factions, traditionnellement considérées comme des adversaires. À la suite de ces événements, Ewedo quitte le palais des Uzamas afin d'installer un nouveau palais. Cette décision est stratégique, car elle renforce ainsi la légitimité de son règne. Malgré l'harmonie extérieure, Ewedo poste ses gardes personnels près de la résidence d'Ogiamien III, signe d'une méfiance sous-jacente.

## Conséquences
La bataille d'Ekiokpagha marque une conclusion décisive au conflit prolongé entre les précédents Obas du Bénin, dont Ewedo, et la famille Ogiamien, signifiant l'unification et la fortification de la monarchie béninoise. Oba Ewedo gagne le surnom de « Ewedo le Grand » pour avoir habilement redéfini les structures d'autorité au sein de la nation béninoise. Son règne marque le début d'une série de mesures de transformation, notamment l'expansion des murs de la ville, l'institution d'un système de guildes et la promotion du commerce.
Par la suite, Ogiamien III assume un rôle subordonné de chef sous l'Oba, conservant des privilèges et une influence spécifiques. Il conserve la possession de son palais et de son titre, obtenant une part des tributs des villages sous sa juridiction. Exonéré de certaines obligations coutumières comme se prosterner devant l'Oba ou porter une casquette en sa présence, Ogiamien III est reconnu comme le représentant du peuple autochtone du pays et le gardien du traité d'Ekiokpagha.
La bataille d'Ekiokpagha et ses répercussions sont rituellement reconstituées lors des cérémonies de couronnement des Obas du Bénin ultérieurs, symbolisant les tensions historiques et traditionnelles entre les oba et la famille Ogiamien. Les reconstitutions se déroulent sur un « pont » construit orné de feuilles de palmier fraîches, représentant la traversée du territoire d'Isekhere jusqu'au domaine d'Ogiamien, où l'Oba est cérémonieusement défié. Une autre mise en scène se déroule à Ekiokpagha, où un conflit simulé se produit entre les oba et les Ogiamien, aboutissant finalement à une réconciliation. Ces représentations rituelles servent à renouveler les termes du traité, évitant ainsi un mécontentement potentiel de la terre qui pourrait entraîner des épidémies et des afflictions sur la ville.
À l'occasion du couronnement d'Ewuare II en 2016, la bataille d'Ekiokpagha est devenue un point central de controverse et de débat. La famille Ogiamien, dirigée par Arisco Osemwengie, affirme ses droits légitimes au trône du Bénin, contestant l'autorité et la légitimité de l'Oba. Refusant de participer aux rituels du couronnement, ils réclament la reconnaissance en tant que royaume distinct. En réponse, le palais a rejeté ces affirmations comme étant infondées, les qualifiant de rebelles et d'irrespectueuses, et affirmant que la famille Ogiamien n'a pas de liens ancestraux avec la dynastie Ogiso, les considérant comme d'anciens esclaves.
La bataille d'Ekiokpagha constitue un événement crucial dans l'histoire et le patrimoine culturel du Bénin, incarnant les relations complexes et dynamiques entre les oba et les Ogiamien, ainsi qu'entre la monarchie et les habitants autochtones du pays. Il souligne l'importance des rituels de couronnement dans la préservation et la transmission de la mémoire historique et traditionnelle du Bénin.

### Traité
Le Traité d'Ekiokpagha est solennellement établi entre Ogiamien III et Ewedo, signifiant une nouvelle ère de paix et de coopération. En vertu de ce traité, les Ogiamien et ses partisans s'engagent sur la voie de la réconciliation, déclarant l'arrêt immédiat des hostilités qui éclataient auparavant durant les interrègnes. Un élément central de l'accord est la reconnaissance de la souveraineté d'Ewedo sur le royaume du Bénin, les Ogiamien reconnaissant formellement le règne légitime d'Ewedo. Dans un geste d'unité significatif, les Ogiamien renoncent à toute prétention à la royauté du royaume du Bénin et transfèrent le tabouret royal des Ogiso à Ewedo.
Le traité honore également le statut héréditaire des Ogiamien, lui accordant le titre de chef héréditaire et garantissant que lui et ses descendants sont reconnus comme membres distingués de la noblesse béninoise. Par ailleurs, le traité précise qu'aucun chef n'a le droit d'intervenir ou d'exercer une influence politique sur les Ogiamien dans leur domaine. L'engagement en faveur de la paix est souligné par une clause interdisant la reprise du conflit armé ou de l'effusion de sang après la ratification du traité. Enfin, le Traité d'Ekiokpagha institue une tradition de réaffirmation de chaque nouvel oba du Bénin auprès des Ogiamien, garantissant qu'aucune mesure de rétribution ne serait prise contre les partisans d'un côté ou de l'autre pour leurs actions politiques passées.